# 中国人民解放军陆军装甲第一旅
装甲第一旅（英語：1st Armored Brigade），是中国人民解放军陆军曾经的一个装甲旅，2017年撤编。

## 概述
该旅最早编制为1949年2月成立的第四野战军战车师，成立之时装备包括日制九七式中战车、美制M3A3斯图亚特等装甲车辆。是中国人民解放军第一支师级建制的装甲兵部队。
1949年5月，改为坦克第一师，下辖：
- 坦克第一团（中型）
- 坦克第二团（轻型）
- 摩托化团

1951年3月至1952年11月，坦克第一师第一次部署到朝鲜。1953年1月至12月，坦克第一师第二次部署到朝鲜，回国后驻扎北京市丰台区。
1954年2月，炮兵团更名为榴弹炮团。 1958年5月13日，摩托化团更名为机械化团。1962年12月，榴弹炮团重新更名为炮兵团。
1969年8月，隶属陆军第197师坦克自行火炮第407团编入，并更名为第3坦克团。
1970年，坦克第一师下辖：
- 坦克第一团；
- 坦克第二团；
- 坦克第三团；
- 机械化团；
- 炮兵团。

1976年7月1日，机械化团改制成装甲步兵团。
1989年6月5日，坦克第一师一个59式坦克编队在执行完戒严任务后，在长安街被一名男子阻挡，此男子在与编队领头坦克的乘员进行少许交流后被不明身份的人带走。整个过程被多名外国记者拍下。
1998年，坦克第一师改编为装甲第一师，坦克团改制为装甲团，装甲步兵团被拆分成3个营，分别编入3个装甲团。
2011年，装甲第一师拆分出一半的营组成机械化步兵第一九五旅，余部改为装甲第一旅，2017年撤销建制，人员融入轻型合成第七十旅。

## 沿革
- 第四野战军战车师——（1949年2月-1949年5月）
- 战车第一师——（1949年5月-1950年11月3日）
- 坦克第一师——（1950年11月3日-1998年10月）
- 陆军第二十四集团军装甲第一师——（1998年10月-2003年11月）
- 陆军第六十五集团军装甲第一师——（2003年11月-2011年11月）
- 陆军第六十五集团军装甲第一旅——（2011年11月-2017年4月）[2]